# Ludwig Günderoth
Ludwig Günderoth (* 2. November 1910 in Mannheim; † 1. März 1994), auch „Gimbel“ genannt,  war ein deutscher Fußballspieler und -trainer.

## Spielerkarriere
Zunächst spielte Günderoth bei Olympia Lampertheim, ehe er sich beim SV Waldhof Mannheim von 1932 bis einschließlich der ersten Saison der Oberliga nach dem Krieg 1945/46 als torgefährlicher Außenstürmer etablierte. Mit dem SV Waldhof wurde er in jenen Jahren fünf Mal Meister der Gauliga Baden, zudem bestritt er 15 Kreis-, Verbands- und Stadtauswahlspiele. Einer der Höhepunkte seiner Zeit beim Waldhof war die Teilnahme am Finale des Tschammerpokals, dem Vorläufer des DFB-Pokals, im April 1940. Er unterlag dabei mit seiner Mannschaft vor 60.000 Zuschauern im Berliner Olympiastadion dem 1. FC Nürnberg mit 0:2. Der Verlauf der Endrunde um die Deutsche Meisterschaft 1940 stand dem aber nicht nach. In den Gruppenspielen setzten sich die Blau-Schwarzen gegen den 1. FC Nürnberg, Stuttgarter Kickers und Kickers Offenbach durch. Erst im Halbfinale verlor Günderoth mit seinen Mannschaftskameraden Helmut Schneider, Reinhold Fanz sen. und Josef Erb mit 1:3 Toren in Stuttgart gegen den FC Schalke 04 mit dessen Stars Hans Klodt, Otto Tibulski, Herbert Burdenski, Hermann Eppenhoff, Fritz Szepan und Ernst Kuzorra. Im Spiel um Platz 3 begeisterten am 21. Juli 1940 die Konkurrenten SK Rapid Wien und Waldhof Mannheim die 90.000 Zuschauer im Berliner Olympiastadion. Das 4:4 nach Verlängerung brachte die Zuschauer mehr in Stimmung, als es das anschließende Endspiel zwischen Schalke und dem Dresdner SC zu bringen vermochte. Auch beim Wiederholungsspiel am 28. Juli in Wien (2:5-Niederlage) gehörte Günderoth dem Waldhof-Angriff an. Von 1934 bis 1942 war er für Waldhof in 20 Endrundenspielen um die deutsche Meisterschaft im Einsatz. In der Saison 1946/47 ließ er seine Spielerlaufbahn, nach einem Intermezzo bei Mainz 05, anschließend beim Ortsrivalen und seinerzeitigen Oberligakonkurrenten Waldhofs, dem VfR Mannheim, ausklingen. In der Fußball-Oberliga Süd wird er von 1945 bis 1947 mit 17 Spielen und drei Toren geführt.

## Trainerkarriere
In seiner Trainerlaufbahn führte er den ASV Feudenheim und den SV Sandhausen jeweils zwei Mal zur nordbadischen Amateurmeisterschaft. Anschließend trainierte er die SG Heidelberg-Kirchheim, mit der er drei Aufstiege erreichen konnte. Beim SV Waldhof wurde er 1956 in der II. Division, 1966 in der Regionalliga Süd und zuletzt Ende 1978 in der 2. Bundesliga insgesamt dreimal zum Interimstrainer bestellt.
Ludwig Günderoth war ab 1925 Mitglied des SV Waldhof.